# Філіп Хргович
Філіп Хргович (хорв. Filip Hrgović, нар. 4 червня 1992, Загреб, Хорватія) — хорватський професійний боксер, що виступає у важкій ваговій категорії, бронзовий призер Олімпійських ігор 2016 року, чемпіон Європи (2015 рік). Учасник команди «Astana Arlans», а перед тим «Paris United», у напівпрофесійній лізі WSE.

## Любительська кар'єра

### Чемпіонат світу 2011
- 1/16 фіналу:Переміг Міхаеля Бехтідзе (Грузія) — RET
- 1/8 фіналу:Переміг Міхая Ністора (Румунія) — 22-10
- 1/4 фіналу:Програв Івану Дичко (Казахстан) — 16-20

### Чемпіонат світу 2013
- 1/16 фіналу:Переміг Гу Гуаньміня (Китай) — TKO
- 1/8 фіналу:Переміг Мірзохіджона Абдулаєва (Узбекистан) — 3-0
- 1/4 фіналу:Програв Роберто Камаррале (Італія) — 0-3

### Чемпіонат світу 2015
- 1/8 фіналу:Переміг Петара Белберова (Болгарія) — 3-0
- 1/4 фіналу:Програв Тоні Йоці (Франція) — 1-2

### Олімпійські ігри 2016
- 1/8 фіналу:Переміг Алі Ерена Демірезена (Туреччина) — 3-0
- 1/4 фіналу:Переміг Леньєра Перо (Куба) — TKO
- 1/2 фіналу:Програв Тоні Йоці (Франція) — 1-2

## Професіональна кар'єра
Дебютував 30 вересня 2017 року.
Вже в 6 поєдинку вийшов на титульний бій. 8 вересня 2018 року нокаутував у 3 раунді американця Аміра Мансура і здобув вакантне звання інтернаціонального чемпіона за версією WBC.
7 листопада 2020 року в бою проти американця Райдела Букера технічним нокаутом завоював вакантний титул інтернаціонального чемпіона за версією IBF.
20 серпня 2022 року в андеркарді бою-реваншу Олександр Усик — Ентоні Джошуа II провів бій проти Чжан Чжілея (Китай) за статус обов'язкового претендента на титул чемпіона світу за версією IBF у важкій вазі і здобув перемогу одностайним рішенням.
12 серпня 2023 року в андеркарді бою Ентоні Джошуа — Роберт Геленіус здобув перемогу технічним нокаутом над Демсі Маккіном (Австралія).
1 червня 2024 року вийшов на бій за вакантний титул «тимчасового» чемпіона за версією IBF у важкій вазі проти британця Денієла Дюбуа. З перших хвилин поєдинок складався на користь хорвата, який був точнішим в атаках. Але після екватору бою британець перехопив ініціативу, завдаючи удар за ударом. У восьмому раунді рефері, зважаючи на стан Хрговича і порадившись з лікарем, зупинив бій, зафіксувавши перемогу Дюбуа технічним нокаутом.
5 квітня 2025 року закрив поразку перемогою над іншим британцем Джо Джойсом.

## Таблиця боїв
| 19 Перемог (14 нокаутом, 5 за рішенням суддів), 1 Поразка (1 нокаутом, 0 за рішенням суддів) |        |                    |        |               |                  |                                               |                                                                  |
| Результат                                                                                    | Рекорд | Суперник           | Спосіб | Раунд, час    | Дата             | Місце проведення                              | Примітки                                                         |
| Перемога                                                                                     | 19-1   | Девід Аделеє       | UD     | 10            | 16 серпня 2025   | anb arena, Ед-Дірійя                          | Захистив титул WBO International у важкій вазі.                  |
| Перемога                                                                                     | 18-1   | Джозеф Джойс       | UD     | 10            | 5 квітня 2025    | Co-op Live, Манчестер                         | Завоював вакантний титул WBO International у важкій вазі.        |
| Поразка                                                                                      | 17-1   | Денієл Дюбуа       | TKO    | 8 (12)        | 1 червня 2024    | Kingdom Arena, Ер-Ріяд                        | Бій за титул тимчасового чемпіона IBF у важкій вазі.             |
| Перемога                                                                                     | 17-0   | Марк де Морі       | TKO    | 1 (12), 1:46  | 23 грудня 2023   | Kingdom Arena, Ер-Ріяд                        |                                                                  |
| Перемога                                                                                     | 16-0   | Демсі Маккін       | TKO    | 12 (12), 1:01 | 12 серпня 2023   | O2 Arena, Лондон                              |                                                                  |
| Перемога                                                                                     | 15-0   | Чжан Чжілей        | UD     | 12            | 20 серпня 2022   | King Abdullah Sports City, Джидда             |                                                                  |
| Перемога                                                                                     | 14-0   | Емір Ахматович     | TKO    | 3 (10)        | 4 грудня 2021    | MGM Grand Garden Arena, Парадайз, Невада      | Захистив титул чемпіона IBF International у важкій вазі.         |
| Перемога                                                                                     | 13-0   | Марко Радоньїч     | RTD    | 4 (10)        | 10 вересня 2021  | Worthersee Stadiu, Клагенфурт-ам-Вертерзе     | Захистив титул чемпіона IBF International у важкій вазі.         |
| Перемога                                                                                     | 12-0   | Райдел Букер       | TKO    | 5 (10)        | 7 листопада 2020 | Seminole Hard Rock Hotel and Casino, Голлівуд | Бій за вакантний титул чемпіона IBF International у важкій вазі. |
| Перемога                                                                                     | 11-0   | Александр Картозія | KO     | 2 (8)         | 26 вересня 2020  | Struer Arena, Струер                          |                                                                  |
| Перемога                                                                                     | 10-0   | Ерік Моліна        | KO     | 3 (12)        | 7 грудня 2019    | Дірійя Арена, Ед-Дірійя                       | Бій за титул чемпіона WBC International у важкій вазі.           |
| Перемога                                                                                     | 9-0    | Маріо Ередія       | TKO    | 3 (10)        | 24 серпня 2019   | Centro de Usos Multiples, Гермосілло          | Бій за титул чемпіона WBC International у важкій вазі.           |
| Перемога                                                                                     | 8-0    | Грегорі Корбін     | TKO    | 1 (10)        | 25 травня 2019   | MGM National Harbor, Оксон-Гілл               | Бій за титул чемпіона WBC International у важкій вазі.           |
| Перемога                                                                                     | 7-0    | Кевін Джонсон      | UD     | 8             | 8 грудня 2018    | KC Drazen Petrovic, Загреб                    |                                                                  |
| Перемога                                                                                     | 6-0    | Амір Мастур        | KO     | 3 (8)         | 8 вересня 2018   | Arena Zagreb, Загреб                          | Бій за вакантний титул чемпіона WBC International у важкій вазі. |
| Перемога                                                                                     | 5-0    | Філіберто Товар    | TKO    | 4 (10), 1:50  | 9 червня 2018    | Postpalast, Мюнхен                            |                                                                  |
| Перемога                                                                                     | 4-0    | Сін Тернер         | UD     | 8             | 24 лютого 2018   | Arena Nürnberger Versicherung, Нюрнберг       |                                                                  |
| Перемога                                                                                     | 3-0    | Том Літтл          | TKO    | 4 (8), 2:15   | 27 січня 2018    | Arēna Rīga, Рига                              |                                                                  |
| Перемога                                                                                     | 2-0    | Павел Соур         | KO     | 1 (6), 2:59   | 27 жовтня 2017   | Sport- und Kongresshalle, Шверін              |                                                                  |
| Перемога                                                                                     | 1-0    | Рафаель Зумбано    | TKO    | 1 (6), 1:40   | 30 вересня 2017  | Arēna Rīga, Рига                              |                                                                  |